# Pelhřimovy
Pelhřimovy (niem. Pilgersdorf lub Mährisch Pilgersdorf) – miejscowość, dawniej samodzielna wieś, w Czechach, w kraju morawsko-śląskim, w powiecie Bruntál, w gminie Slezské Rudoltice, przy granicy z Polską, w południowo-wschodniej części Gór Opawskich, po lewej stronie granicznego Wielkiego Potoku (czeskie: Hrozová), i który jest dopływem Osobłogi. Pelhřimovy znajdują się na ziemi osobłoskiej, która jest jedną z morawskich enklaw na Śląsku.
Pierwsza zachowana wzmianka o wsi pochodzi z 1377 roku, ale jej początki sięgają czasów kolonizacji przeprowadzonej przez biskupa Brunona z Schauenburga w połowie XIII wieku. Od pierwszej połowy XVI wieku miejscowość znajdowała się w posiadaniu Supów z Fulštejna. W 1600 roku została przejęta przez Jaroslava Sedlnickiego z Chotlic i skonfiskowana po 1622 roku. Po śmierci Karla wolnego pana z Rožmitálu, biskup przekazał to lenno Janowi Antonínowi Pino z Friedentálu. Po 1742 roku wieś została podzielona nową granicą prusko-austriacką, prowadzącą wzdłuż rzeki. Obecne Pelhřimovy leżały po stronie austriackiej i w języku niemieckim otrzymały nazwę Mährisch Pilgersdorf dla odróżnienia od leżącego po pruskiej stronie Pilgersdorfu, obecnie polskiego Pielgrzymowa, zwanego też Preußisch-Pilgersdorfem.
W 1938 r. Kraj Sudetów (w tym Mährisch Pilgersdorf) został przyłączony do Niemiec. W 1945 roku w okolicach Pelhřimóv miały miejsce zacięte walki wyzwoleńcze. Po 1945 r. byli autochtoniczni mieszkańcy sudeckoniemieccy zostali wypędzeni z Czech, a w ich miejsce osiedlono Słowaków i Czechów wołyńskich. W 1948 r. władze Czechosłowacji wydały zakaz wznoszenia nowych budynków w pasie granicznym, w związku z czym większość mieszkańców przeniosła się w głąb kraju. W latach 1949–1950 niezamieszkane gospodarstwa zostały wyburzone, aby ułatwić ochronę czechosłowacko-polskiej granicy państwowej. Z dniem 1 stycznia 1971 r. Pelhřimovy przestały być samodzielną wsią.

## Incydent graniczny na strumieniu Troja
W maju 2020 w ramach tymczasowego zamknięcia granic w związku z pandemią COVID-19 żołnierze Wojska Polskiego zablokowali przejście przez mostek na granicznym strumieniu Troja (też potok Grozowy lub Wielki Potok, cz. Hrozová), rozdzielającej byłą czeską wieś Pelhřimovy od polskiej wsi Pielgrzymów. W wyniku nieporozumienia polscy żołnierze utworzyli stały uzbrojony posterunek wartowniczy na niewłaściwym (czeskim) końcu mostka, w okolicy zabytkowej kapliczki. Posterunek ten utrudniał mieszkańcom gminy Slezské Rudoltice i czeskim turystom dostęp do kapliczki, miejsca kultu i atrakcji turystycznej. 28 maja 2020 polscy żołnierze prosząc o niefotografowanie utrudnili czeskiemu nadzorowi budowlanemu wykonywanie obowiązków wiążących się z remontem kaplicy przez stowarzyszenie Omnium, działające w porozumieniu z właścicielem gruntu (gminą). W sprawie tej interweniowały Ministerstwa Spraw Zagranicznych i Spraw Wewnętrznych Republiki Czeskiej. Polskie Ministerstwo Obrony Narodowej przyznało, że błędna lokalizacja posterunku jest wynikiem nieporozumienia i podjęło decyzję o niezwłocznej relokacji posterunku.

## Zabytki
- kościół pw. św. Jerzego
- cmentarz przykościelny
- kaplica św. Anny

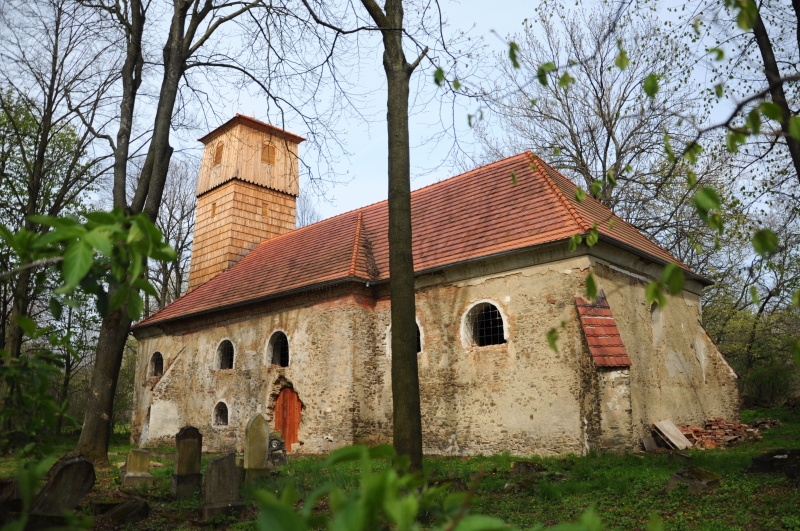
Kościół
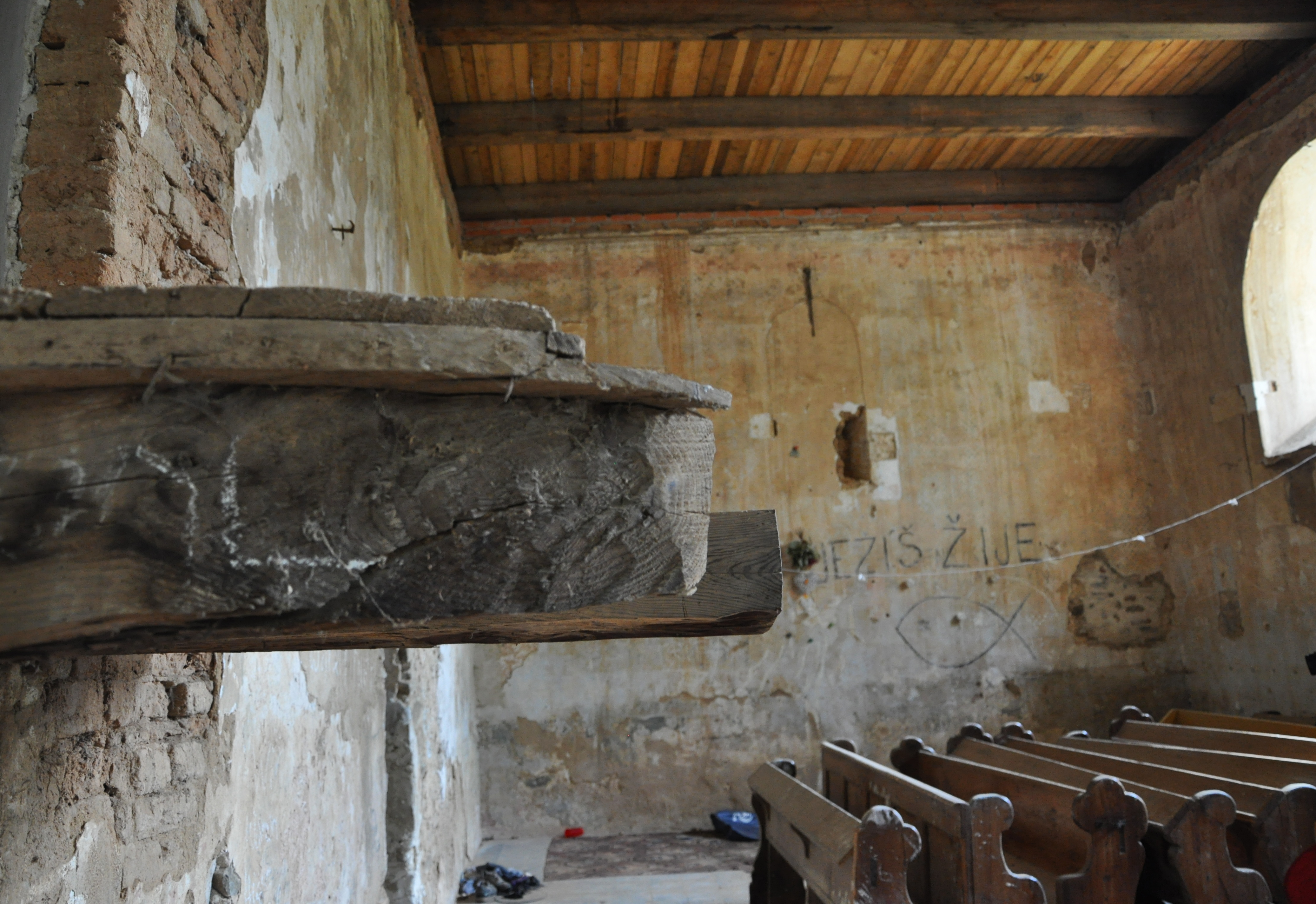
Wnętrze
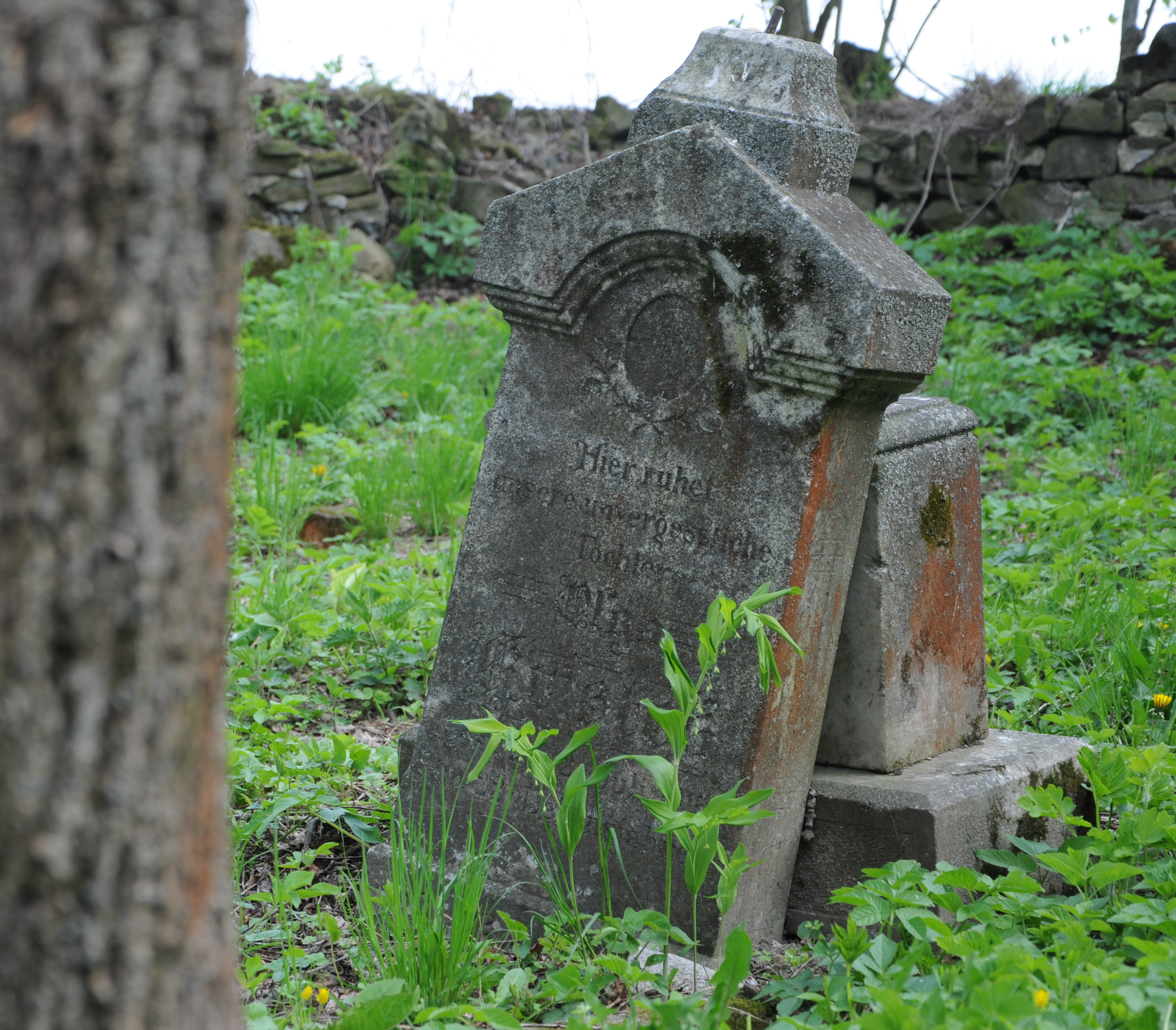
Cmentarz
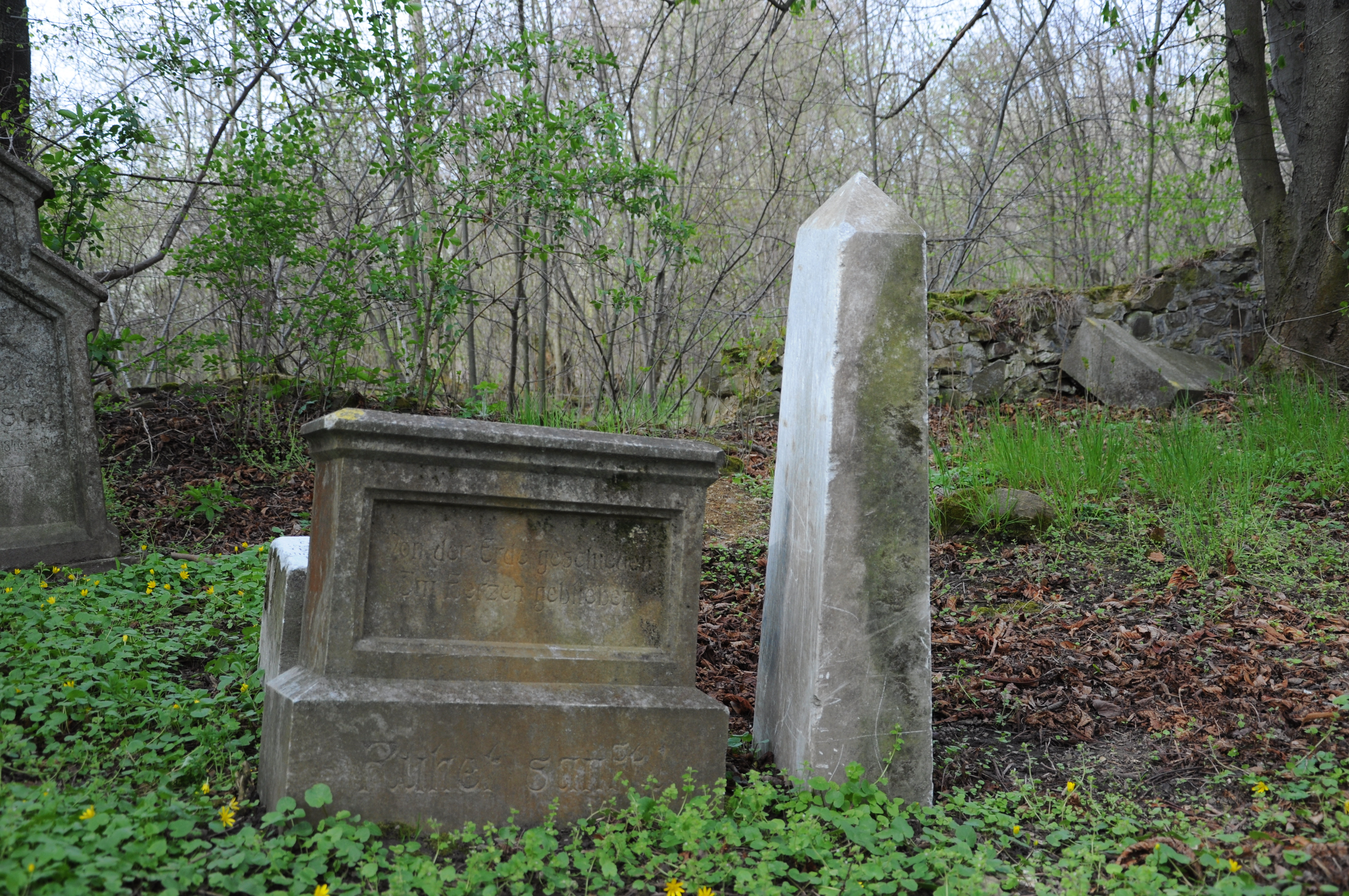
Cmentarz
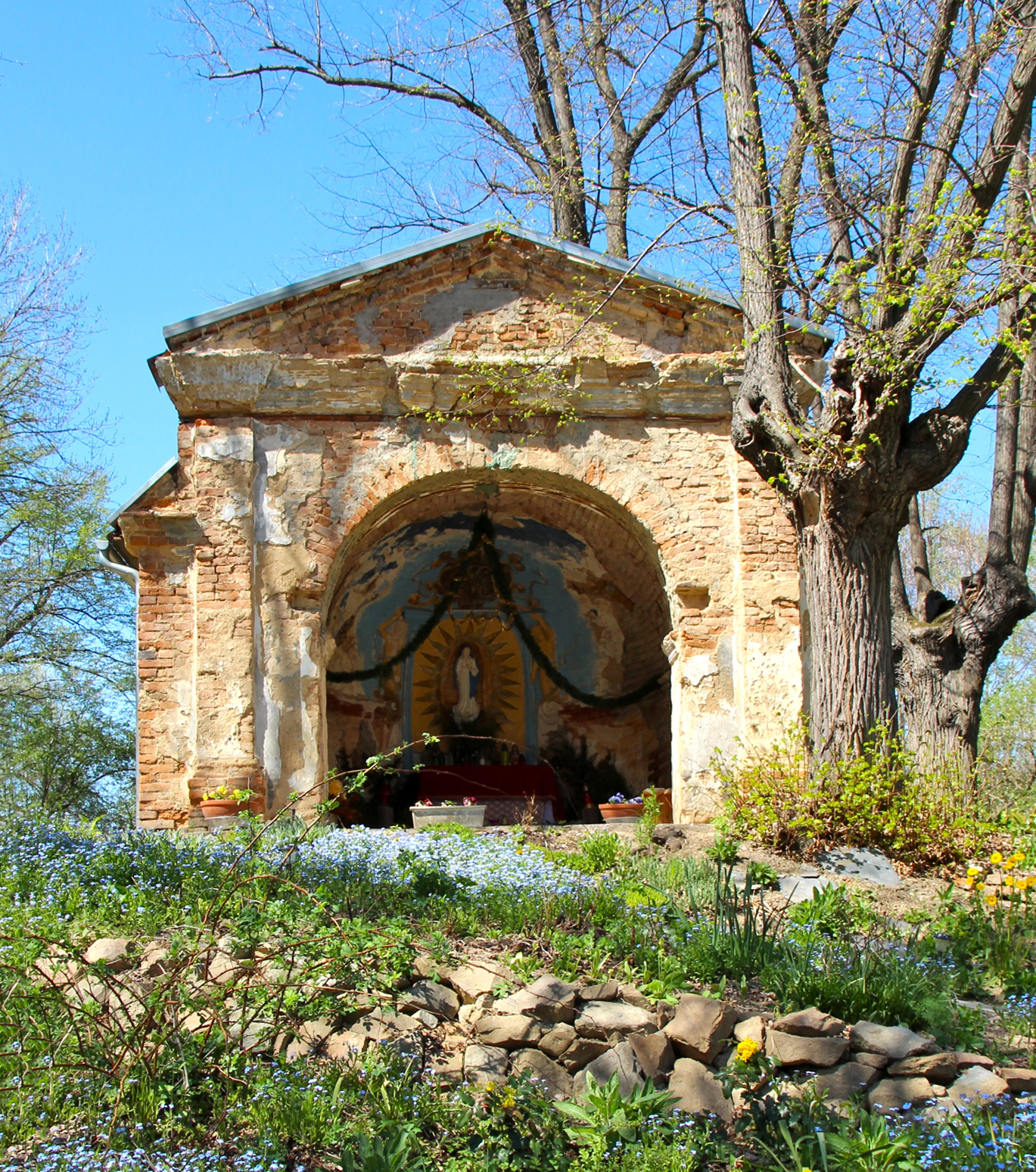
Kaplica
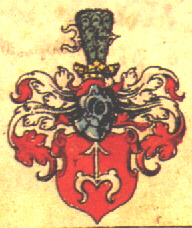
Herb Sedlnickich z Choltic, XVII wiek